# Командование воздушно-космической обороны Северной Америки
Командование воздушно-космической обороны Северной Америки (англ. North American Aerospace Defense Command, NORAD, фр. Commandement de la défense aérospatiale de l'Amérique du Nord) — объединённая система аэрокосмической обороны США и Канады, основные задачи которой состоят в обеспечении контроля воздушного и околоземного пространства Северной Америки, раннего предупреждения о воздушно-космическом нападении, противовоздушной и противоракетной обороны двух стран.
Командование НОРАД располагается в городе Колорадо-Спрингс, штат Колорадо. Штаб командования находится на авиабазе Петерсон, а постоянный командный пункт расположен в специальном укреплённом бункере внутри горы Шайенн южнее города.

## История НОРАД

### Предыстория
Сотрудничество между США и Канадой в сфере противовоздушной обороны было заложено перед Второй мировой войной. В 1938 году американский президент Франклин Делано Рузвельт и канадский премьер Макензи Кинг обменялись публичными заявлениями о необходимости защиты территории двух стран и о возможности совместного отражения угрозы на суше, на море или в воздухе. Поводом к такому сотрудничеству была угроза немецкого и японского вторжения на Аляску и в прибрежные провинции. 17 августа 1940 года страны подписали Огденбергское соглашение, по условиям которого был создан Постоянный объединённый совет обороны. Следующим шагом к созданию Объединённого командования стало формирование в 1946 году Комитета военного сотрудничества. В КВС работало равное количество американских и канадских представителей. Комитет принимал решения по принципу консенсуса. Подгруппы КВС (по картографии, метеорологии, океанографии и т. п.) действуют сегодня. Их данные используют при организации учений и для проверки достоверности военных планов.
В начале 1951 года Постоянный объединённый совет обороны огласил рекомендацию № 51/1 к правительствам Канады и США расширить сеть радиолокационных станций (т. н. «Линия Пайнтри»), строившуюся тогда на территории обеих стран приблизительно по границе для предупреждения советского воздушного удара, и объединить её под единым командованием. 16 февраля эта рекомендация была одобрена Комитетом начальников штабов ВС США. Комплекс, состоявший из нескольких десятков РЛС, был принят на вооружение в 1954 году и передан вновь созданному Континентальному командованию противовоздушной обороны ВВС США. В том же году началось строительство аналогичной «Линии дальнего обнаружения» уже на 69-й параллели от Аляски до Гренландии, вставшей на вооружение в 1957 году. В январе 1958 года между ними была развёрнута «Среднеканадская линия».
12 сентября 1957 года было сформировано Командование противовоздушной обороны Северной Америки со штабом в Колорадо-Спрингс, а начальнику командования были переданы в подчинение войска ПВО Канады и США. Всего за три недели до этого (21 августа) в СССР прошло успешное испытание первой в мире межконтинентальной баллистической ракеты Р-7, а уже 4 октября с её помощью в космос был выведен первый ИСЗ Спутник-1. Эти события стали во многом неожиданными для американского военного командования, а общество в целом погрузилось в настоящий шок. К середине 1957 года в США ещё не существовало единой системы предупреждения о ракетном нападении, не говоря уже о средствах поражения баллистических целей. Таким образом, уже тогда стало ясно, что созданное командование не полностью отвечает потребностям обороны США от советского ядерного удара. В ноябре в городке Уайт Сэндс в штате Нью-Мексико была установлена первая в серии из нескольких астрофотокамер системы Шмидта для визуального наблюдения за орбитой. И только лишь 14 января 1958 года было заявлено о решении строительства системы раннего предупреждения о ракетном нападении (BMEWS).

### Холодная война
12 мая 1958 года вступило в силу американо-канадское межправительственное соглашение о НОРАД, эта дата формально считается днём основания системы. В соглашении, заключённом на срок 10 лет с возможной пролонгацией, были перечислены 11 принципов управления командованием и его организации. Основу американских средств поражения войск ПВО в это время составляли немногочисленные ЗРК типа «Найк-Аякс», в июне к ним добавился более совершенный комплекс «Найк-Геркулес» (первая батарея была размещена в 57-м артиллерийском полку рядом с Чикаго). Радиолокационное наблюдение обеспечивали линии РЛС в Канаде, расширявшиеся на Алеутские острова и — при помощи корабельных РЛС — на Северную Атлантику.
В середине 1950-х система ПВО была дополнена уникальным сверхдальнобойным комплексом CIM-10 Bomarc — беспилотным сверхзвуковым самолетом-снарядом с радиусом действия до 400 км (700 в модификации В). Созданный американскими ВВС, комплекс опирался на существующую систему полуавтоматического координирования действий перехватчиков SAGE и предназначался для защиты целых районов от бомбардировщиков и крылатых ракет противника. По соглашению с Канадой было произведено развертывание 9 баз CIM-10 в США и 2 в Канаде.
В июле 1958 года командование обратилось с запросом к ОКНШ о возможности строительства специального защищённого командного пункта. Среди основных критериев выбора места были низкая сейсмическая активность, а также близость Академии ВВС в Форт-Карсоне. По прошествии ряда изысканий 18 марта 1959 года Начальник ОКНШ подписал приказ о строительстве бункера внутри горы Шайенн рядом с городом Колорадо-Спрингс, где уже и располагалось командование. Строительство началось лишь в мае 1961 года и было завершено в 1964 году. 6 февраля 1966 года КП в горе Шайенн был принят на вооружение, и 20 апреля командование переместилось туда. Интересно, что стоимость строительства и принятия комплекса на вооружение в ценах того года составила всего лишь 142,4 млн долларов США.
Тем временем в сентябре 1960 года под командованием НОРАД были проведены первые учения («Щит неба») в масштабах целого континента. Пока проходили эти учения, полёты всех не участвовавших в них летательных аппаратов над всей Америкой были запрещены. Тогда же в Гренландии на авиабазе Туле заработала первая РЛС системы BMEWS (СПРН). В сентябре 1961 года вторая РЛС была принята на вооружение в Арканзасе. 14 октября 1961 года были проведены учения «Щит неба-2». В июле 1962 года американская противоракета «Найк-Зевс» впервые смогла поразить боевой блок МБР «Атлас» (первый такой перехват в истории был осуществлён 4 марта 1961 года в Сары-Шагане ракетой В-1000), однако ввиду недостаточного технического совершенства и дороговизны так и не была принята на вооружение, хотя многие американские ЗРК были позже разработаны с применением технологий проекта «Найк». В январе 1964 года к двум РЛС СПРН в США добавилась ещё одна в Великобритании.
В 1963 году в соответствии с приказом министра обороны США Роберта Макнамары в рамках программы «Страж» (англ. Sentinel) началось массовое развёртывание дальних противоракет LIM-49A «Спартанец» и ближних «Спринт». Планировалось этими ракетами «накрыть» воздушное пространство всей страны: как городов, так и военных объектов. Однако в 1967 году эта программа была признана бесперспективной по ряду экономических и политических соображений, и в июне 1969 года взамен «Стража» была запущена программа «Гарантия» (англ. Safeguard). В её рамках планировалось этими же ракетами обеспечить противоракетную оборону США главным образом от ограниченного контрсилового удара: по позиционным районам МБР и авиабазам. Бюджет этой программы составил 759,1 млн долларов США.
Новая эпоха в истории НОРАД началась в 1972 году: после заключения 27 мая советско-американского договора об ограничении систем ПРО стратегия строительства противоракетной обороны была существенно скорректирована. Договором позволялось строительство двух позиционных районов ПРО: один для защиты Вашингтона, второй — в любом районе страны — для защиты шахтных пусковых установок МБР. Однако в действительности велось строительство лишь одного — в Северной Дакоте. В 1975 году комплекс был принят на вооружение, но всего через несколько месяцев закрыт. Одновременно были сняты с вооружения ракеты LIM-49A «Спартанец» и «Спринт». В апреле 1979 года за ними последовали «Найк-Геркулес» и «Хок». В 1980 году прекратили работу 6 из 7 РЛС для обнаружения пусков БРПЛ. Под конец Холодной войны НОРАД привлекалась даже к борьбе с международным наркотрафиком.

### После Холодной войны
В 1989-1995 годах происходила постепенная замена устаревших РЛС на Линии дальнего обнаружения на станции с АФАР. Также, значительной модернизации подвергся командный пункт НОРАД в горе Шайенн. После терактов 11 сентября 2001 года деятельность командования заметно активизировалась, под его контролем были проведены операции Noble Eagle и Eagle Assist, с тех пор к задачам НОРАД относится контроль за всеми невоенными летательными аппаратами в воздушном пространстве Северной Америки.
28 июля 2006 года часть средств командования была переведена из бункера в Шайенн на авиабазу Петерсон, а Шайенн стал запасным КП, тем не менее, готовым действовать в обычном режиме.
23 февраля 2021 года во время двусторонней встречи президента США Джо Байдена с премьер-министром Канады Джастином Трюдо, глава Белого дома потребовал от своего канадского коллеги увеличить расходы на оборону и помочь модернизировать Командование воздушно-космической обороны Северной Америки (NORAD), чтобы противостоять растущему военному присутствию России и Китая в Арктике.

## Структура
В состав Объединенного командования вошли Канадское авиационное командование, Командование военно-воздушной обороны ВВС США, Командование войсками противовоздушной обороны США и Военно-морские силы.
Контроль за воздушным пространством над континентальной территорией США возложен на три центра контроля воздушной обстановки: командный пункт Восточным сектором, командный пункт Западным сектором и командный пункт 1-й воздушной армии. Для связи и обмена радиолокационной информацией в реальном режиме времени они используют аппаратный комплекс AN/USQ-163 FALCONER.
Оборону воздушного пространства континентальной части США, в основном, осуществляют истребительные подразделения ВВС Национальной гвардии США. В постоянной боевой готовности на авиабазах находятся дежурные пары и звенья истребителей.
Штаб командования Восточным сектором ПВО (EADS) находится на авиабазе Гриффисс в штате Нью-Йорк. Ему подчинена 224-я группа ПВО.
Штаб Западного сектора ПВО (WADS) находится на авиабазе Льюис — Маккорд в штате Вашингтон. Ему подчинены девять истребительных эскадрилий Национальной гвардии.
Штаб командования 1-й воздушной армии, отвечающий за воздушное пространство над континентальной частью США, американскими Виргинскими островами и Пуэрто-Рико, находится на авиабазе Тиндалл во Флориде. Ему подчинены 8 истребительных авиаполков и авиакрыльев.
Система ПВО состоит из системы наземного наблюдения (радары и сенсоры, которые размещены на территории двух стран), системы воздушного предупреждения (американские разведывательные самолёты Е-3), обеспечивает мониторинг опасных объектов в Космосе, выявление, оценку и предупреждение нападения на Северную Америку с самолетов, ракет или космических аппаратов; сотрудничество происходит на основе взаимной договоренности с другими командами) и истребительной авиации (канадские истребители-бомбардировщики CF-18 и американские истребители F-15 и F-16).
НОРАД получает данные от Космического командования США о потенциальных космических угрозах. Аэрокосмическое управление включает в себя обеспечение суверенитета и защиту воздушного пространства Канады и Соединенных Штатов.
НОРАД ведет каталог космических объектов, где каждому спутнику присвоен свой номер.

## Интересные факты

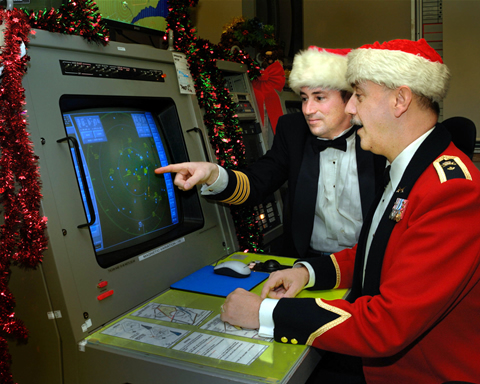
Офицеры на КП готовятся к радиолокационному сопровождению Санта-Клауса

- 9 ноября 1979 года — в течение 10 минут мир находился на пороге ядерной войны из-за сбоя в работе компьютера американской системы NORAD. Подробнее см. Случаи ложного срабатывания систем предупреждения о ракетном нападении.
- С 1955 года NORAD следит за перемещениями саней Санта-Клауса, о чём сообщает на специальном сайте и по телефону горячей линии в рамках программы NORAD Tracks Santa.
- Имеются утверждения, что взрыв большого объёма газа, повлёкший за собой железнодорожную катастрофу под Уфой 4 июня 1989 года, вызвал срабатывание сигнала тревоги системы противовоздушной обороны североамериканского континента.[9]